# David Nugent
David James Nugent (Huyton, Merseyside, 2 de mayo de 1985) es un futbolista inglés. Juega de delantero y se encuentra sin equipo tras finalizar su contrato con el Preston North End F. C.

## Trayectoria
Fue juvenil del Liverpool Football Club. De esa cantera pasó a la del Bury, equipo en el que sí logró alcanzar el primer equipo. En 2005 fue traspasado al Preston North End, donde pasó dos años antes de fichar por el Portsmouth en verano de 2007. En la temporada 2009-2010 pasó a préstamo al Burnley FC. Volvió al Portsmouth FC donde finalmente se desvinculó y paso jugar en el Leicester City de la Football League Championship de Inglaterra. Posteriormente, el 13 de agosto de 2015, fue fichado por Middlesbrough FC, su actual equipo.

## Clubes
| Club                           | País       | Año       |
| ------------------------------ | ---------- | --------- |
| Bury F. C.                     | Inglaterra | 2002-2005 |
| Preston North End F. C.        | Inglaterra | 2005-2007 |
| Portsmouth F. C.               | Inglaterra | 2007-2011 |
| Burnley F. C. (cedido)         | Inglaterra | 2009-2010 |
| Leicester City F. C.           | Inglaterra | 2011-2015 |
| Middlesbrough F. C.            | Inglaterra | 2015-2017 |
| Derby County F. C.             | Inglaterra | 2017-2019 |
| Preston North End F. C.        | Inglaterra | 2019-2021 |
| Tranmere Rovers F. C. (cedido) | Inglaterra | 2021-     |